# SMAF
SMAF (англ. Synthetic Music Mobile Application File, также MMF) — это мультимедийный формат данных, разработанный компанией Yamaha для эффективного и компактного хранения мультимедийных данных. Файлы формата SMAF имеют обычно расширение .mmf. Файлы данного формата используются для создания мелодий для сотовых телефонов. Данный формат может воспроизводить голоса, песни, а также команды управления подсветкой телефона, но качество воспроизведения невысокое.

## Создание контента SMAF
Существует множество инструментов для создания качественного контента SMAF, таких как конвертеры, а также библиотеки голосов. Такие популярные файлы формата как .wav и .midi легко можно преобразовывать в формат SMAF. Файлы формата SMAF обычно составляют треть размера тождественного файла wav. Соответственно, данный формат является идеальным средством для экономичного доступа к аудиоконтенту.

## MMF связанные расширения
- aif - Audio Interchange File
- ac3 - AC-3 Compressed Audio
- mid - MIDI Music
- svx - Amiga 8SVX Sound
- cda - CD Audio Track
- mp3 - MPEG Audio Layer 3 File
- ra - Real Audio Sound